# ヘンク駅

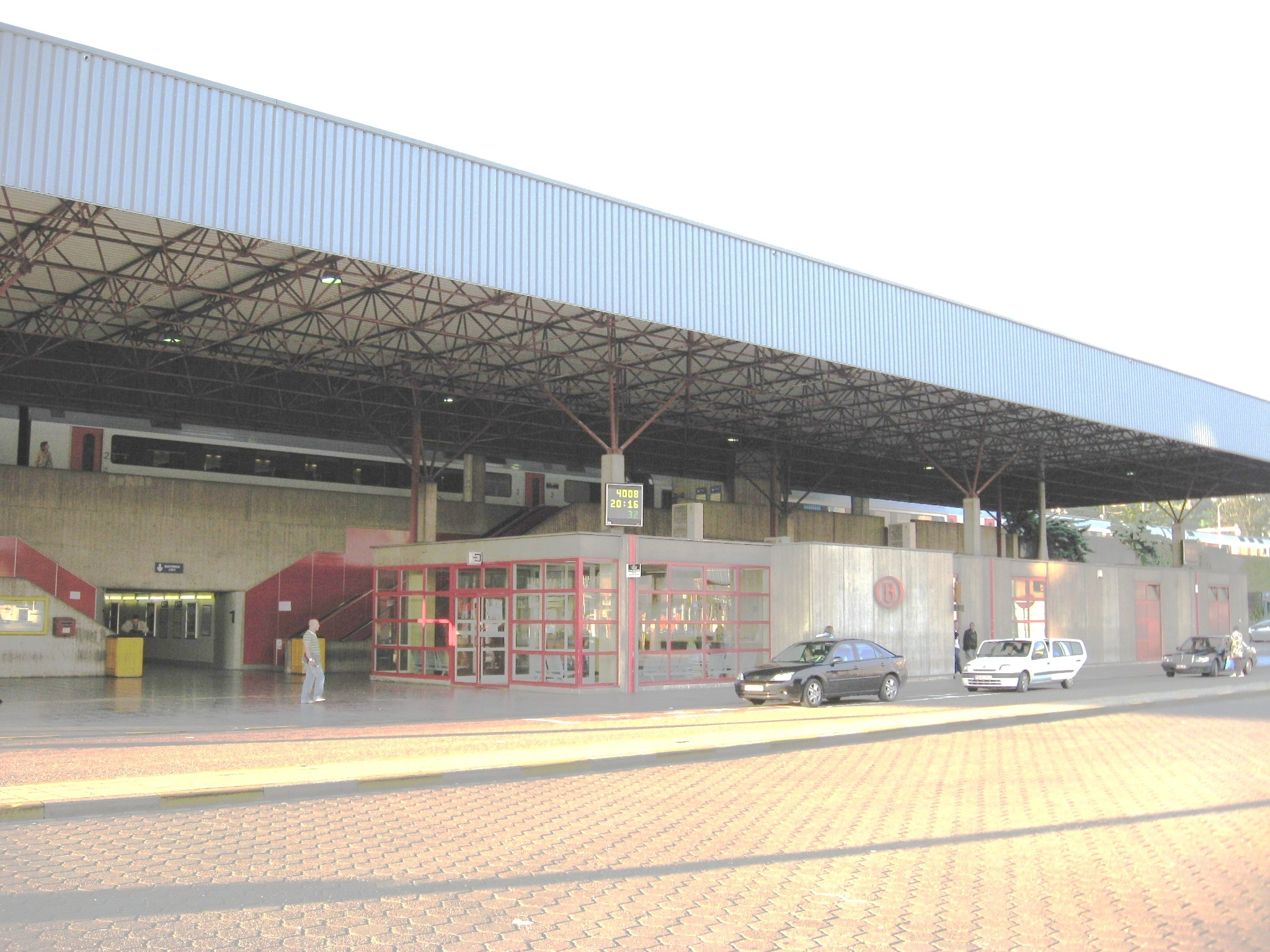
ヘンク駅駅舎

ヘンク駅またはゲンク駅（Station Genk）はベルギーの都市ヘンクにある鉄道駅である。ベルギー国鉄21号線の終点、ハッセルト駅から路線が延長されゲンク駅は開業している。延長されるまでは、鉄道路線はヘンクを回るようにして通っていた。開業が1979年と他の路線と比較すると新しい。日中はICが毎時2本発着する。駅の末端はホールと線路の行き止まりになっている。駅舎は建築家ジャック・ドヴァンク（Jacques Devincke）によって計画され、1979年に建設された近代的な建物である。

## 概要
- 開業年　 1979年5月26日
- 駅コード　 FKG
- 乗り入れ路線　 21